# Fabrice Piemontesi
Fabrice Piemontesi (Sion, 16 agosto 1983) è un ex ciclista su strada italiano.

## Carriera
Nato nel 1983 a Sion, in Svizzera, è figlio di Lelio Piemontesi, anche lui ciclista, che corse da professionista nel solo 1960 con la Bianchi, morto nel 2016.
Cresciuto a Verbania e poi andato a vivere a Borgomanero, ha iniziato a praticare il ciclismo a nove anni.
Da juniores ha vinto il Memorial Luigino Maccarinelli nel 2002, mentre da under-23 il Trofeo Edil C nel 2004 con la G.S. Bottoli Artoni Zoccorinese.
Dopo aver corso da elite nel 2006 con la Viris Vigevano, nel 2007, a 24 anni, è passato professionista con la Tenax, trasferendosi poi nel 2008 alla NGC Medical e nel 2009 prima alla squadra Continental del Team Piemonte e poi alla Fuji, con la quale ha preso parte al Giro di Lombardia, terminando 96º.
Nel 2010 è passato all'Androni e ha partecipato a quattro classiche monumento, ritirandosi alla Parigi-Roubaix, alla Liegi-Bastogne-Liegi e al Giro di Lombardia, concludendo invece la Milano-Sanremo, arrivando 153º.
Ha chiuso la carriera da professionista nello stesso 2010, a 27 anni, correndo poi nel 2011 da elite con il Gragnano Sporting Club. 
Dopo il ritiro ha gestito un'attività legata al ciclismo dal 2011 al 2017 a Borgomanero, diventando dal 2018 operatore di riprese video con i droni.

## Palmarès
- 2002 (juniores)

Memorial Luigino Maccarinelli
- 2004 (under-23)

Trofeo Edil C

## Piazzamenti

### Classiche monumento
- Milano-Sanremo

2010: 153º
- Parigi-Roubaix

2010: ritirato
- Liegi-Bastogne-Liegi

2010: ritirato
- Giro di Lombardia

2009: 96º
2010: ritirato